# Minami-Yamato Nunatak-Gun
Die Minami-Yamato Nunatak-Gun (Transkription von japanisch 南やまとヌナターク群 ‚Südliche Yamato-Nunatakker-Gruppe‘) sind eine isolierte Gruppe von Nunatakkern im ostantarktischen Königin-Maud-Land. Sie ragen rund 40 km südwestlich des Königin-Fabiola-Gebirges auf.
Japanische Wissenschaftler nahmen 1973 Vermessungen und 1975 die Benennung vor. Letztere orientiert sich an der japanischen Benennung Yamato Sanmyaku für das Königin-Fabiola-Gebirge.